# Luigi Lunari
Luigi Lunari (* 3. Januar 1934 in Mailand; † 15. August 2019 ebenda) war ein italienischer Dramaturg, Schriftsteller und Essayist.

## Biographie

### Herkunft und Familie
Luigi Lunari kam als Erstgeborener dreier Kinder des Paares Ermenegildo Lunari (geb. 1899, Ingenieur mit Abstammung aus einer bescheidenen venetischen Familie) und Idelma Querini (geb. 1906 in eine alte venezianische Adelsfamilie) zur Welt. Von seinem Vater erbte er das Streben nach Bildung und einen sehr ausgeprägten Bürgersinn, von seiner Mutter dagegen die Lebhaftigkeit und die intellektuelle Fantasie.
Im Jahre 1961 heiratete er Laura Pollaroli (geb. 1935). Der Ehe entstammten zwei Kinder, Marco (geb. 1963) und Sandra (geb. 1966). Seine Kindheit und die Jugendjahre verbrachte Lunari in Mailand, in der via Nicola Piccinini. Im Umkreis von nur hundert Metern lebten hier auch Giorgio Strehler und Paolo Grassi. Nach der Hochzeit zog das Paar 1971 nach Brugherio, im Umland Mailands.

### Die Bildung
Um die Indoktrinierung der faschistischen Schule zu vermeiden, meldete Lunaris Vater ihn 1939 an der Deutschen Schule in Mailand an. Diese wurde von der „Kongregation der Schwestern Unserer Lieben Frau“ verwaltet, fern vom Hitler-Regime und der nationalsozialistischen Ideologie. Zwischen 1942 und 1946 erlebte er die Abwanderung aus dem Geburtsort des Vaters (Arzignano, Vicenza), 1946 kehrte er dann nach Mailand zurück, um dort das klassische Lyzeum Carducci zu besuchen. Dort hatte er einen Klassenkameraden namens Bettino Craxi, zu dem er in der folgenden Zeit die Verbindung aufrechterhielt. Nach der Schule besuchte Lunari die juristische Fakultät der Staatlichen Universität Mailands, dort erreichte er seinen Abschluss im Jahre 1956 mit einer Arbeit über das Arbeiterrecht („Das Arbeitsverhältnis auf Probe“).
In der Zwischenzeit interessierte sich Lunari, wenn auch nur in gemeinverständlicher Form, für Physik, Astronomie, mathematische Logik, Psychoanalyse, Biologie und Zoologie. Auch sein Interesse für Musik war sehr ausgeprägt, er studierte Klavier und Komposition bei Giulio Cesare Paribeni, bis er 1960 ein mittleres Diplom am Conservatorio di Musica Arrigo Boito in Parma erreichte. Später, um 1978, widmete Lunari sich gelegentlich erneut der Musik und nahm an einem Weiterbildungskurs von Francesco Ferrara für Orchesterdirigenten an der Accademia Musicale Chigiana in Siena teil.

### Praktische Erfahrungen in der Welt des Theaters
Mit der Fokussierung seiner Interessen für das Theater schloss Lunari sich 1960 dem Piccolo Teatro di Milano an.
Lunari blieb bis 1982 am Piccolo Teatro di Milano, während dieser Zeit arbeitete er mit Paolo Grassi und vor allem als Dramaturg mit Giorgio Strehler zusammen, indem er verschiedene Texte von Bertolt Brecht, William Shakespeare und Anton Tschechow übersetzte. 1982 geriet er aber mit Strehler in Konflikt. Grund dafür war, aus Lunaris Sicht jedenfalls, die fehlende Einbringung externer Regieelemente in einer Zeit, in der Strehlers erfinderische Fähigkeiten bereits nachließen. Lunari zog daraus Konsequenzen und verließ das Teatro Piccolo. Aus seiner Erfahrung am Teatro Piccolo bleiben das amüsante und vergnügliche Werk, in Form eines roman comique, „Il Maestro e gli altri“ („Der Meister und die Anderen“), sowie die umfangreiche historische und kritische Essayistik über die Geschichte des Piccolo Teatro di Milano und über die Regielehre Strehlers. Im Rahmen seiner langjährigen Erfahrung war Lunari als Zeuge und als aktiver Protagonist der großen Verwandlung des Theaters in der zweiten Hälfte des zwanzigsten Jahrhunderts und den darauf folgenden Anfängen des dritten Jahrtausends zu schätzen. Dies betraf sowohl die organisatorische und strukturelle Ebene als auch die theaterwissenschaftlichen und die eigenen dramatischen Werke.

## Werke

### Theater
Früh interessierte sich Lunari für das Theater, dank auch einer spontanen dialogischen Fähigkeit, die wiederum durch frühe Lektüre der dramatischen Werke der Vergangenheit gespeist wurde. Sein erstes Werk – er war gerade mal 18 Jahre alt – war der Einakter „Giovanna“, der mehrere Male inszeniert wurde. 1958 veröffentlichte Lunari „Tarantella con un piede solo“ („Tarantella auf einem einzigen Fuß“), welches unter der Regie von Andrea Camilleri 1961 am Teatro Mercadante von Neapel aufgeführt wurde. Nach dem ersten Akt wurde die Inszenierung von der Polizei jedoch unterbrochen, dem Stück wurde Spott und Obszönität vorgeworfen (eigentlicher Grund waren obskure politische Scherereien um das neu gegründete Theater). Die Vorwürfe wurden fallengelassen, sobald sich besagte Streitereien aufgelöst hatten. 1966 schrieb Lunari auf Kommission eine Farce, inspiriert durch Carl Sternheims „Die Hose“. „Per un paio di Mutandine“ („Wegen ein Paar Unterhosen“), so der Titel, war sein erster beträchtlicher Erfolg. Noch über 50 Jahre danach wurde dieses Stück unter dem salonfähigeren Titel „Der Zwischenfall“ aufgeführt. 1967 und 1968 schrieb Lunari für das Quartetto dei Gufi zwei Stücke im Kabarett-Stil: „Non so, non ho visto, se c’ero dormivo“,(„Ich weiß nicht, war nicht da, und wenn ja, schlief ich“) über die Entstehung und die ersten zwanzig Jahre der Republik Italien, und das antimilitärische „Non spingete, scappiamo anche noi“ („Bitte nicht drängeln, wir fliehen ebenfalls“). 1973 wurde Lunaris „Aber warum gerade Ich?“ am Teatro Piccolo in Mailand aufgeführt, inspiriert durch das Mylai-Massaker während des Vietnam-Krieges.
1980 schrieb Lunari „Senator Fox“, entfernt von Ben Jonsons „Volpone“ inspiriert, welches Erfolge in ganz Europa feiern konnte, bereits vor dem Anfang des dritten Jahrtausends.
Das Ende der achtziger Jahre zeichnete einen entscheidenden Wendepunkt in Lunaris Theater. Bis zu diesem Zeitpunkt war sein Interesse eher politischen und sozialen Themen zugewandt, vor allem was Italien anging. Aus diesem Grund war der Ton auch immer von teils satirischer Gesellschaftskritik bestimmt.
1989 schrieb Lunari aus einem Guss „Drei auf der Schaukel“, die darin angesprochenen Themen nehmen einen metaphysischen Charakter an, auch wenn die Dialoge stets durch die Komik der Darsteller gekennzeichnet werden. Nach dessen Uraufführung 1990 im Teatro dei Filodrammatici in Mailand wurde „Drei auf der Schaukel“ 1994 im Rahmen des Avignon Festivals aufgeführt (Regie von Pierre Santini). Der Erfolg war überwältigend und gewährte dem Stück den Sprung auf die globale Ebene. Der Blick, mit dem Lunari seine Figuren und Geschichten betrachtete, kam nun eher aus einem Post-Mortem-Blickwinkel, um sozusagen einen zuverlässigeren und endgültigen Blickpunkt zu ermöglichen, von dem man die irdischen Erlebnisse der Figuren einschätzen kann. Nicht nur die Figuren aus „Drei auf der Schaukel“ sind sozusagen bereits nicht mehr am Leben oder werden jedenfalls als solche dargestellt, auch die Figuren aus „Seltsame  Begegnung der ersten Art“ (1994), „Im Namen des Vaters“ (1997), „Barca di Platone“ („Platons Boot“) (1998), „Besser tot als rot“ (1999), „Unter einer Brücke am Ufer des Flusses…“ (2004), „Schwanengesang“ (2006) und teils auch die von „L’ultima vittoria“ („Der letzte Sieg“) (2013) werden aus diesem Blickwinkel dargestellt.
Relevant war in dieser zweiten wichtigeren Phase von Lunaris Theater die Allgegenwärtigkeit des Todes. Dieser wurde aber nicht als Skelett mit schwarzer Kutte und Sichel dargestellt, sondern als eine brüderliche franziskanische Präsenz, die den Menschen in Richtung einer gelassenen Akzeptierung der ewigen Ruhe (oder, für die Konfessionslosen – des Nichts) begleitet.

#### Komödien und Dramen
- L’incidente (1966) – Deutsch von Alfred Bergmann „Der Zwischenfall“
- Non so, non ho visto, se c’ero dormivo (1966)
- Non spingete, scappiamo anche noi (1967)
- I contrattempi  del tenente Calley (1973) – Deutsch von Sinah Kessler und Alexander de Montléart „Aber warum gerade Ich? “
- Il senatore Fox (1979) – Deutsch von Alfred Bergmann „Senator Fox“
- Storia d’amore (1982) – Deutsch von Alfred Bergmann „Storia d’amore“
- La stagione del garofano rosso (1987) – Deutsch von Alfred Bergmann „Die Saison der roten Nelke“
- Sogni proibiti di una fanciulla in fiore (1987) – Deutsch von Alfred Bergmann „Mädchen Rosen Blüten Träume“
- Tre sull’altalena (1989) – Deutsch von Alfred Bergmann „Drei auf der Schaukel“
- L’uomo che incontrò se stesso (1995) – Deutsch von Alfred Bergmann „Seltsame Begegnung der ersten Art“
- Nel Nome del Padre (1997) – Deutsch von Alfred Bergmann „Im Namen des Vaters“
- La barca di Platone, ovvero Somnium Platonis (1998)
- Rosso profondo (1999) – Deutsch von Alfred Bergmann „Besser tot als rot“
- Sotto un ponte, lungo un fiume (2004) – Deutsch von Alfred Bergmann „Unter einer Brücke am Ufer des Flusses…“
- Elisabetta e il suo pirata (2004) – Deutsch von Alfred Bergmann „Elisabeth und ihr Pirat“
- Tutti gli uomini di Annalisa (2005) – Deutsch von Alfred Bergmann „Annalisa und ihre Männer“
- Il canto del cigno (2006) – Deutsch von Alfred Bergmann „Schwanengesang“
- L’ultima vittoria (2013)
- Tutto per bene (2015)

### Belletristik
Lunaris Schaffen im Bereich der Belletristik war eher begrenzt. 1990 schrieb er „Der Meister und die Anderen“, inspiriert von den 20 Jahren, die er am Teatro Piccolo von Mailand verbrachte. Es handelte sich hierbei um einen roman comique – im doppelten Sinne von „theatralisch“ und „komisch“. In dieser distanzierten und trotzdem amüsanten Erzählung verarbeitete Lunari seine Erfahrung mit der Beschränktheit und den Vorurteilen in der Welt der Politik, die er am eigenen Leib erfahren musste. Der Roman war ein Erfolg und wurde als ein echtes Meisterwerk der Satire und des Humors bezeichnet.
Im Jahre 2010 schrieb Lunari „Scvejk a New York“ („Scvejk in New York“) und vervollständigte damit einen Reifeprozess, der 1960 anfing, als er Brechts „Schweyk im Zweiten Weltkrieg“ übersetzte. Die von Hasek geschaffene Figur setzt hier ihre destruktive und subversive Tätigkeit  gegen das herrschende  Regime fort, diesmal ist es aber nicht das alte Reich Österreich-Ungarn (und auch nicht das der beklemmenden Nazi-Kriegsmaschine der brechtschen Fortsetzung), sondern die moderne Welt des Konsums.
Weniger relevant, aber trotzdem gut geschrieben, war „Hernán Cortés e la Conquista del Messico“ („Hernán Cortés und die Eroberung Mexicos“) (2000): drei Bände, die Lunari für den Verlag Rizzoli schrieb, in einer Zeit, in der Flussromane gerade wieder in waren.

### Fernsehen und Radio
In den Sechziger- und Siebzigerjahren schrieb Lunari zahlreiche Drehbücher für Zwei- oder Dreiteiler, die im Fernsehen ausgestrahlt wurden. Die Reaktion des Publikums, das damals  noch nicht von der heutigen Flut an Sendern und Angeboten überwältigt war, war sehr positiv. Nennenswert sind z. B. „La resa dei conti“ („Die Abrechnung“) (1964) über das Ende des Faschismus, „Dedicato a un bambino“ („Einem Kind gewidmet“) (1970) und „Accadde a Lisbona“ („Es geschah in Lissabon“) (1974), welche auch in Deutsch übersetzt und in Deutschland übertragen  wurden.
Sehr intensiv beschäftigte sich Lunari auch mit dem Radio, indem er eine Reihe an humorvollen Krimis schrieb, einige Porträts (vor allem von berühmten Schauspielerinnen wie Eleonora Duse, Adrienne Lecouvreur oder Isabella Andreini) oder Biographien (unter anderem, eine über Molière, in zehn Folgen). Am wichtigsten war aber eine Rubrik „Il moscerino“, zwei Jahre lang ertönte diese jede Woche und befasste sich mit politischer und sozialer Satire.

#### Essayistik
Unter der umfangreichen Produktion an Essays stachen vor allem die Schriften in der Collezione di teatro des Verlags BUR der Werke von Molière und Carlo Goldoni hervor, sowie auch das Vorwort zu „Cyrano de Bergerac“ von Edmond Rostand (1986), „Der Prinz von Homburg“ von Heinrich von Kleist (1983), „Onkel Wanja“ von Anton Tschechow (1997) und „Le Cid“ von Pierre Corneille (2012). Nicht nur im Bereich des Theaters schrieb Lunari Vor- oder Nachworte, sondern auch, z. B., für die drei „Libretti per Mozart“ von Lorenzo dal Ponte (1990), „I Viceré“ von Federico di Roberto (2010), „Dracula“ von Bram Stoker (2011) und „Bildnis einer Dame“ von Henry James (2013).

#### Hauptschriften
Weitgreifender sind Lunaris Werke im Theaterbereich: Schriften, die noch heute einen
soliden Anhaltspunkt für verschiedene Themen darstellen:
- L’Old Vic di Londra (1999)
- Laurence Olivier (1959)
- Il movimento drammatico irlandese (1960)
- Henry Irving e il teatro inglese dell’Ottocento (1962)
- Breve storia del teatro (1999)
- Cento trame del teatro italiano (1993)
- Il teatro Veneto (2003)
- Essere o non essere. Storia e antologia del monologo (2007)
- Storia della musica. Da Orfeo a Michael Jackson (2010)

### Politische Schriften
Nach 36 Jahren aktiver Mitgliedschaft im PSI (Partito Socialista Italiano), dessen linkem Flügel seine Sympathien gehörten, zog Lunari sich aus der aktiven Politik zurück, da er eine fast pathologische Unfähigkeit entwickelte, sich den ständigen Auseinandersetzungen zu konfrontieren, und widmete sich fortan theoretischen Studien in Politik und Geschichte.
So entstand 2009 „Elogio della recessione“ („Lobrede der Rezession“), in der die Wirtschaftskrise, die immer noch vom Establishment geleugnet wurde, als willkommene Notwendigkeit gesehen wird, sozusagen als Aufgabe des Axioms Produktion-Verbrauch, zugunsten eines nachhaltigen Fortschritts, in dem nur das Notwendige und Nützliche (wenn auch im weitesten Sinne) produziert wird, fern von jeglicher selbstmörderischen wirtschaftlichen Konkurrenz mit dem Rest der Welt.
2013 schrieb Lunari das polemische Werk „La Democrazia: una signora da buttare“ („Demokratie: eine ausgediente Lady“). Hier kritisierte er nicht nur den Mythos der Souveränität des Volkes, sondern auch das Konzept, nach dem eine (politische) Handlung aus einer Abstimmung hervorgeht. An Stelle der demokratischen Methode, welche als eine „Abdankung des Verstands“ definiert wird, schlug Lunari eine leistungsorientierte Alternative vor: Die politischen Karrieren sollen sich daher nicht nach dem Volksbeifall richten, sondern nach  der Wertschätzung der direkten Vorgesetzten und der Einwilligung der Gleichrangigen, so wie es letztendlich auch in der ältesten staatlichen Organisation der Welt (der katholischen Kirche) oder der größten Nation der Welt – China – funktioniert.

### Übersetzungen
Auch die Tätigkeit als Übersetzer wurde von Lunari sehr intensiv betrieben, vor allem was das Theater angeht: über 150 Übersetzungen und Adaptionen entsprangen seiner Feder, einige davon mit durchaus positivem Ergebnis, unter anderem auch mit zahlreichen „Entdeckungen“ oder innovativen Lösungen. So z. B. die Übersetzung des „Onkel Wanja“ von Anton Tschechow, welche dem Text die Bühnenmäßigkeit wiedergibt, die vorherige Übersetzer eventuell versäumt hatten. Abgesehen vom Theater hat Lunari 2010 einige anspruchsvolle literarische Werke übersetzt, wie z. B. „Bildnis einer Dame“ und „Das Durchdrehen der Schraube“ von Henry James, „Dracula“ von Bram Stoker oder „Alice im Wunderland“ von Lewis Carroll.

## Sonstiges
- Die einzige Erfahrung von Lunari in der Filmindustrie entspricht den Texten für das Doku-Drama „Carlo Goldoni: Venezia, Gran Teatro del Mondo“ von Alessandro Bettero (2007), welches in verschiedenen europäischen und amerikanischen Festivals gezeigt wurde und den Gold Remi Award des 42. WorldFest – Houston International Film Festival (USA) gewann.
- „Drei auf der Schaukel“ wurde anfangs in Italien mit dem Titel „Three Men without a Boat“ als Werk von Alan Bond vertrieben. Lunari erschien hier lediglich als Übersetzer, mit dem Titel „Tre sull’altalena“. Dies war ein (erfolgreiches) Mittel, um die anhaltende Abneigung der italienischen Theater, auch einheimische Autoren zu spielen, zu umgehen.
- Das Gedicht „25 Aprile 1945“, ein Auszug des Stücks „Non so, non ho visto, se c’ero dormivo“, wurde von Gino Negri vertont und von Milva in ihr Album „Libertà“ aufgenommen.

## Auszeichnungen
- SIAE Auszeichnung, Autor des Jahres 1994
- Premio Salvo Randone, 1996